# Malmö Fotbollförening 1990
Questa voce raccoglie le informazioni riguardanti il Malmö Fotbollförening nelle competizioni ufficiali della stagione 1990.

## Stagione
Richiamato Bob Houghton sulla panchina della squadra, nella stagione 1990 il Malmö si classificò a metà classifica lontano dalla zona di qualificazione ai play-off. Nella parte finale della stagione la squadra disputò la Coppa dei Campioni 1990-1991, dove fu eliminata agli ottavi di finale dalla Dinamo Dresda, vincente dopo i tiri di rigore.

## Divisa e sponsor
Per la stagione 1990 viene apportata una sola modifica alla maglia (prodotta dalla Puma): il colore dello sponsor (ICA) diviene infatti blu chiaro.
| Manica sinistra · Manica sinistra · Maglietta · Maglietta · Manica destra · Manica destra · Pantaloncini · Calzettoni |

## Rosa
| N. |                   | Ruolo | Calciatore           |
| -- | ----------------- | ----- | -------------------- |
| -  | Svezia (bandiera) | P     | Jonnie Fedel         |
| -  | Svezia (bandiera) | P     | Roger Svensson       |
| -  | Svezia (bandiera) | P     | Carsten Olausson     |
| -  | Svezia (bandiera) | D     | Per Ågren            |
| -  | Svezia (bandiera) | D     | Torbjörn Persson     |
| -  | Svezia (bandiera) | D     | Marcus Ekheim        |
| -  | Svezia (bandiera) | D     | Jörgen Lundgren      |
| -  | Svezia (bandiera) | D     | Henrik Nilsson       |
| -  | Svezia (bandiera) | D     | Rasmus Svensson      |
| -  | Svezia (bandiera) | D     | Patrick Andersson    |
| -  | Svezia (bandiera) | D     | Joakim Nilsson       |
| -  | Svezia (bandiera) | D     | Jean-Paul Vondenburg |

| N. |                     | Ruolo | Calciatore       |
| -- | ------------------- | ----- | ---------------- |
| -  | Svezia (bandiera)   | D     | Niclas Nylén     |
| -  | Norvegia (bandiera) | C     | Ståle Andersen   |
| -  | Svezia (bandiera)   | C     | Stefan Schwarz   |
| -  | Svezia (bandiera)   | C     | Leif Engqvist    |
| -  | Svezia (bandiera)   | C     | Peter Hillgren   |
| -  | Svezia (bandiera)   | C     | Patrik Andersson |
| -  | Norvegia (bandiera) | C     | Bent Skammelsrud |
| -  | Svezia (bandiera)   | A     | Håkan Lindman    |
| -  | Svezia (bandiera)   | A     | Lars Larsson     |
| -  | Svezia (bandiera)   | A     | Martin Dahlin    |
| -  | Svezia (bandiera)   | -     | Ståle Anderssen  |
| -  | Svezia (bandiera)   | -     | Jörgen Persson   |

## Statistiche

### Statistiche di squadra
| Competizione                 | Punti | Totale | Totale | Totale | Totale | Totale | Totale | DR |
| Competizione                 | Punti | G      | V      | N      | P      | Gf     | Gs     | DR |
| ---------------------------- | ----- | ------ | ------ | ------ | ------ | ------ | ------ | -- |
| Allsvenskan                  | 32    | 22     | 6      | 10     | 6      | 20     | 15     | +5 |
| Coppa dei Campioni 1990-1991 | -     | 4      | 1      | 2      | 1      | 6      | 5      | +1 |